# 落下式便所
落下式便所（らっかしきべんじょ）は便所の方式の一つ。便器内の半分（半穴または丸穴）、または全体に穴が開いてあり（全穴）、その穴で排泄物が下に落下する方式の物すべてを含める。便器の表面的な構造の名称であり、処理方式に対する名称ではない。いわば、
- 汲み取り式便所
- トンネル式便所
- 垂れ流し式便所

の3方式をさす。
落下式便所は「ボットン」という落下物の擬音語からとってボットン便所とも呼ばれることがある。この語はその中でも、水洗式便所が普及するまで日本で広く見られた汲み取り式便所を指して用いられることもある。
なお長崎県長崎市（旧：高島町）の端島（軍艦島）には、炭鉱があった関係で鉱員のための高層住宅が大正期より存在したが、そこのトイレの多くはバケツで海水と一緒に汚物を流すという、トンネル式と汲み取り式の折衷型のような構造だった。

## 参考資料
- ボットンのようでボットンにあらず（トンネル式便所）
- ウタリクリエイツ筑波研究所